# Aek Bolon Jae
Aek Bolon Jae is een bestuurslaag in het regentschap Toba Samosir van de provincie Noord-Sumatra, Indonesië. Aek Bolon Jae telt 320 inwoners (volkstelling 2010).